# Thyreomelecta dimidiatipuncta
Thyreomelecta dimidiatipuncta is een vliesvleugelig insect uit de familie bijen en hommels (Apidae). De wetenschappelijke naam van de soort is voor het eerst geldig gepubliceerd in 1838 door Spinola.